# Echiura
Los equiuroideos o equiuros (Echiura, del griego echinos, "espina" y ourá, "cola") son una subclase de anélidos de la clase Polychaeta. Anteriormente se clasificaban como un filo independiente pero los análisis moleculares lo muestran como un grupo derivado de los anélidos. Miden entre 3 y 25 cm de largo. Son marinos, viven en la arena, fango o fisuras de rocas. Se conocen unas 150 especies actuales; el equiuroideo fósil más antiguo data del Ordovícico medio.

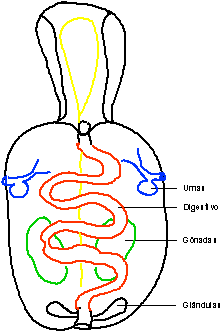
Anatomía de un equiuroideo.

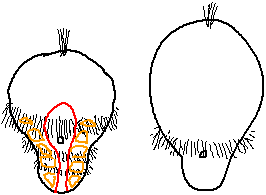
Larvas de equiuroideo.

## Características
Se diferencia la trompa (en ocasiones hipertrofiada) y el cuerpo. Boca en posición ventral. Carecen de segmentación. Interior de la trompa ciliado, los cilios arrastran la comida hasta la boca. Cuerpo con bandas de sedas similares a las de los anélidos. Tubo digestivo más largo que el cuerpo, replegado en circunvoluciones. Existen glándulas rectales excretoras. Sistema nervioso con collar sobreesofágico. Los productos sexuales se acumulan en las urnas donde maduran y de donde salen al exterior por los gonoporos. Aparato circulatorio con un vaso dorsal y uno ventral, el intercambio gaseoso tiene lugar en la trompa.
La sección del cuerpo muestra desde el exterior:

1 - Cutícula protectora.

2 - Epidermis.

3 - Dos capas musculares.

4 - Cavidad celomática separada en plano de simetría por mesenterio.

## Desarrollo
Desarrollo a partir de larva trocófora con dos metatrocas. Presenta esbozos de metamerización mesodérmica que desaparece al pasar a adulto. Gran crecimiento de la episfera que dará lugar a la trompa.

## Posición taxonómica
Los equiuroideos se han tratado tradicionalmente como un filo independiente, dadas sus peculiaridades anatómicas. No obstante, hoy tienden a considerarse un grupo de anélidos, a pesar de carecer de segmentación corporal en estado adulto; análisis filogenéticos basados en secuenciación de ADN sitúan a los equiuroideos dentro de los anélidos.

## Galería

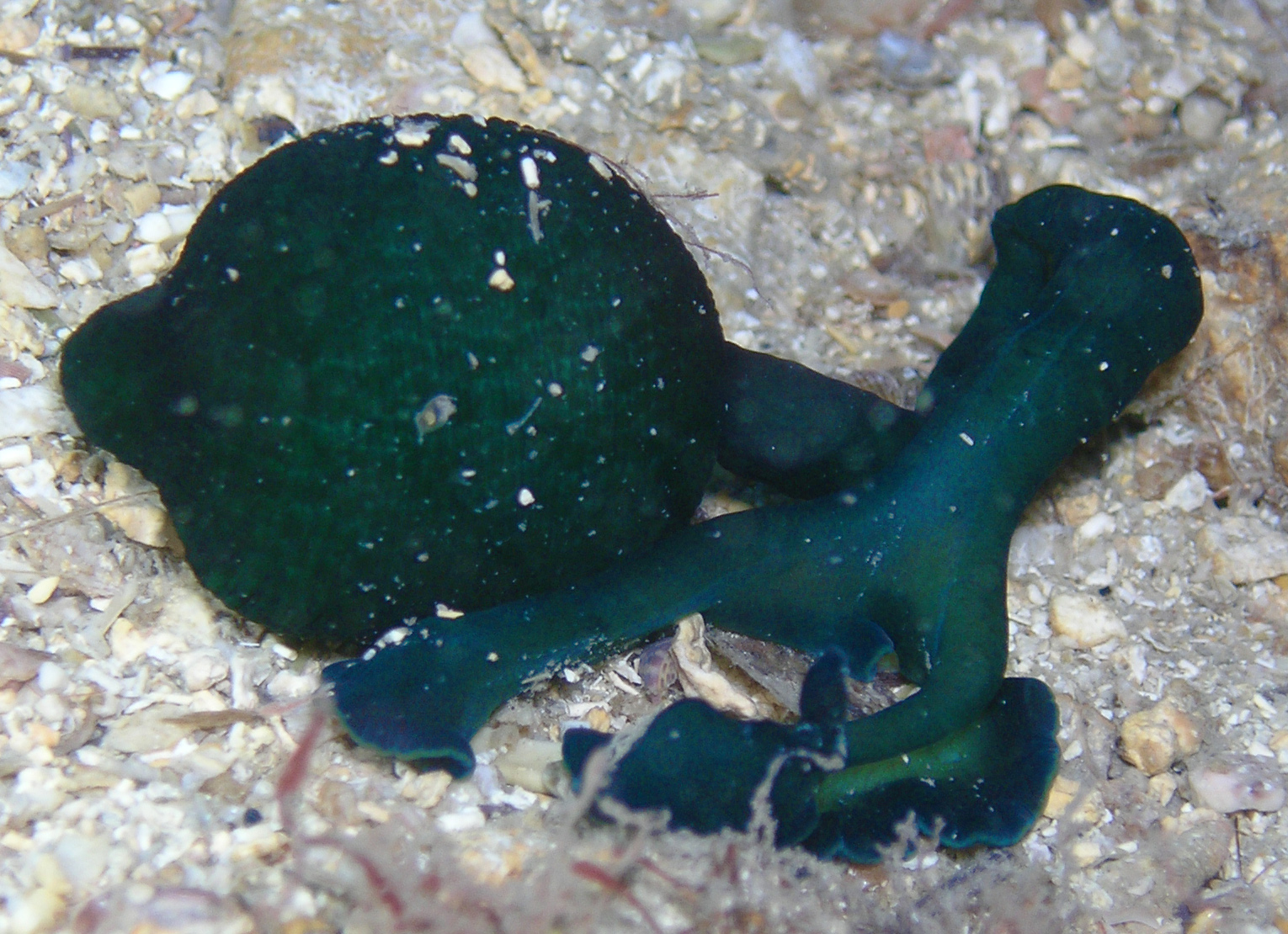
Bonellia viridis
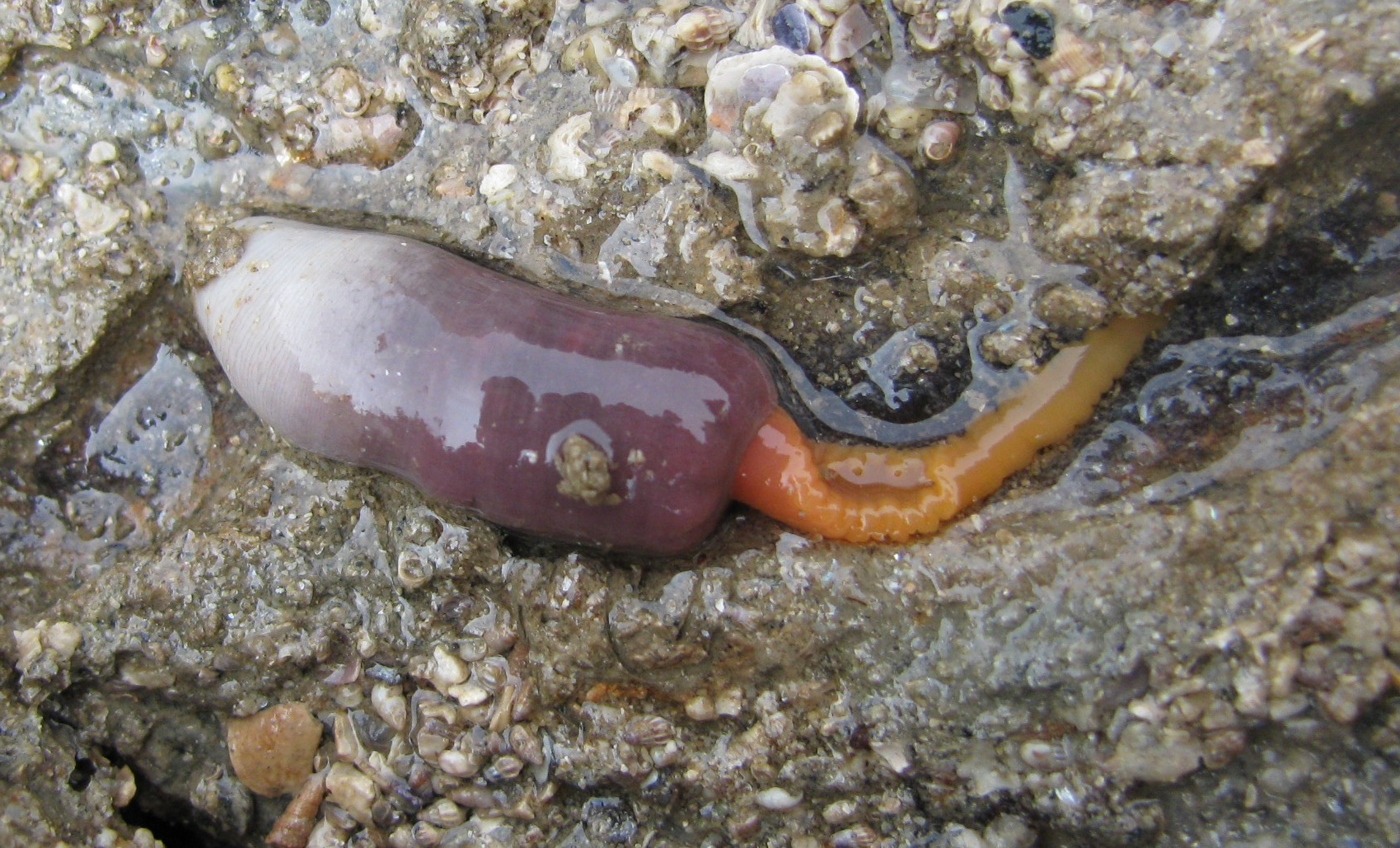
Thalassema